# Heinz Glüsing
Heinz Glüsing (* 11. September 1920 in Hamburg als Karl-Heinz Glüsing; † Mai 2013) war ein deutscher Maler und Grafiker.

## Leben
Nach einer Ausbildung zum Schornsteinfeger und fünfjährigem Kriegsdienst bei der Marineartillerie begann er seine künstlerische Ausbildung an der Hochschule für bildende Künste (von 1946 bis 1950 und von 1954 bis 1956). Seit 1956 ist Glüsing freischaffender Künstler. Von 1966 bis 1979 war er Dozent für freie Gestaltung an der Fachhochschule Hamburg.

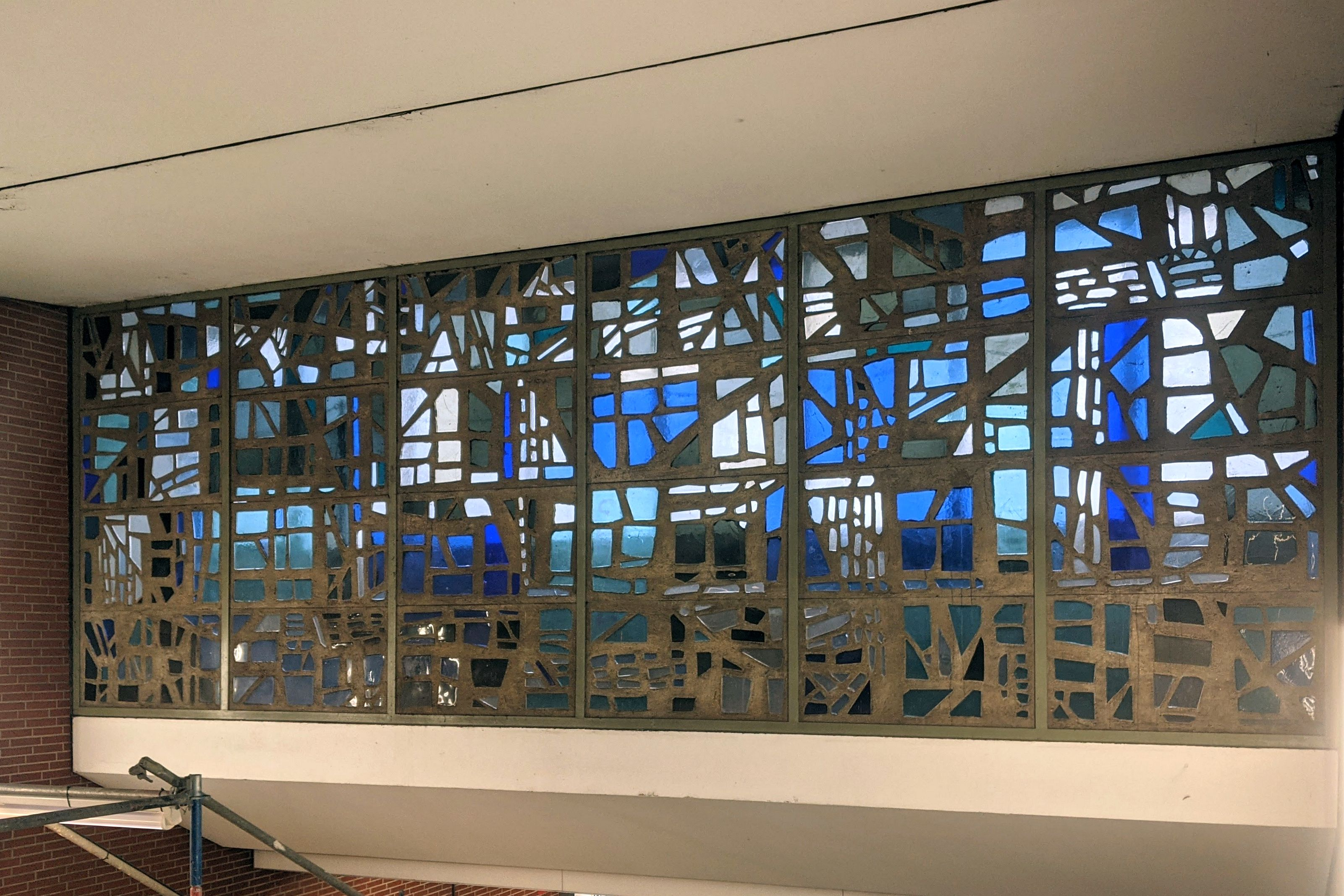
Glasmosaik U-Bahn Hammer Kirche, Hamburg (1965)

Die Bilder des Künstlers entstehen vor allem unter dem unmittelbaren Eindruck der Natur. Malen ist dabei für ihn ein spontanes Erfassen des Motivs in Gesamtheit von Farbe, Form und Stimmung. Aus diesem Moment einer mit offenen Sinnen erlebten Wirklichkeit entstehen in gestischer und freier Malweise seine oft kleinformatigen Bilder in differenzierten und zarten Zwischentönen. Heinz Glüsing  beherrscht die seltene Fähigkeit des genauen und des verständigen Sehens. Ein Sehen, das in seinen Bildern den kürzesten Weg vom erlebten Augenblick zum intuitiven Pinselstrich nimmt.
Er unternahm zahlreiche Reisen unter anderem durch China, Tibet, Ladakh sowie ganz Europa. Seit 1964 gab es wenige Einzelausstellungen vor allem in Deutschland, Schweden und Belgien.
Heinz Glüsing war Ehrenmitglied des BBK Hamburg und wurde im Jahr 2010 für sein Lebenswerk mit der Biermann-Ratjen-Medaille der Hansestadt Hamburg ausgezeichnet. Bis zu seinem Tod im Mai 2013 lebte und arbeitete er als freier Künstler in seiner Heimatstadt Hamburg.